# Poza Redonda
Poza Redonda är en ort i Mexiko.   Den ligger i kommunen San Martín Chalchicuautla och delstaten San Luis Potosí, i den sydöstra delen av landet, 230 km norr om huvudstaden Mexico City. Poza Redonda ligger 83 meter över havet och antalet invånare är 235.
Terrängen runt Poza Redonda är huvudsakligen platt, men åt sydväst är den kuperad. Runt Poza Redonda är det ganska glesbefolkat, med 50 invånare per kvadratkilometer. Närmaste större samhälle är Tampacan, 14,1 km sydväst om Poza Redonda. Trakten runt Poza Redonda består till största delen av jordbruksmark.